# Península de Cavite
Península de Cavite es un punto estrecho en el noreste de la provincia de Cavite, parte de la isla de Luzón, al norte del país asiático de las Filipinas. La bahía de Bacoor se encuentra entre la península y el continente. La ciudad de Cavite se encuentra además en la península. Muy cerca al norte se encuentra la ciudad de Manila, mientras que al norte y al oeste se localiza la Bahía de Manila.